# Two by Two
Two by Two ist ein Musical mit Musik von Richard Rodgers, Gesangstexten von Martin Charnin und Buch von Peter Stone auf Grundlage eines Theaterstücks von Clifford Odets. Es behandelt die biblische Geschichte der Arche Noah als Familienkomödie mit jüdischem Hintergrund. Star der Uraufführung 1970 am Broadway war Danny Kaye.

## Handlung

### I. Akt
Noah schreibt das Buch seines Lebens, doch es gibt gar nichts Aufregendes zu berichten. Selbst sein 600. Geburtstag scheint unbemerkt zu verstreichen. Da erscheint Gott (im Stück unsichtbar, nur durch Donnergrollen und Projektionen gegenwärtig) und verkündet das Ende der sündigen Menschheit durch eine Flut; nur Noah mit seiner Familie soll überleben und dafür ein großes Schiff bauen, das auch alle Tiere an Bord nimmt. Als Noah seiner Frau Esther, den Söhnen Sem, Ham und Japhet und den Schwiegertöchtern Lea und Rahel die unglaubliche Prophezeiung verkündet, will man ihn zunächst in ein Heim sperren. Doch tausende wilder Tiere, die auf einmal friedlich wartend zwischen Noahs Schafen stehen, überzeugen sie; ebenso das Erscheinen einer Gitka, eines mythischen kleinen Nagetiers, dessen überirdischer Gesang Gottes Gegenwart bezeugt. Der Bau der Arche beginnt. Zwischen den Männern kommt es zum Streit, da Gott kein Steuerruder erwähnt hat. Während Noah „mit talmudischer Logik“ auf dem beharrt, was Gott sagt, verlangen die Söhne, ihrer gottgegebenen Vernunft zu folgen und an der Arche ein Ruder anzubringen. Insbesondere Japhet, der Jüngste, zeigt sich rebellisch. Er bezichtigt den menschenmordenden Gott der Ungerechtigkeit und des Irrtums und will nicht mit an Bord gehen. Ein weiterer Grund hierfür ist, dass Japhet die Nähe Rahels nicht ertragen kann, der Frau seines Bruders Ham, die er insgeheim liebt. Noah wiederum ist voll Sorge, den unverheirateten Japhet zurücklassen zu müssen, da nach Gottes Gebot alle Wesen nur „Paar für Paar“ auf die Arche dürfen. Das Auftauchen Goldies, einer Dienerin vom heidnischen Tempel des Goldenen Bocks, scheint eine Lösung zu bieten. Japhet will sie zwar keinesfalls heiraten, doch als auf einmal die Sintflut da ist, schlägt Noah Japhet kurzerhand bewusstlos, und alle gehen an Bord.

### II. Akt
Nach vierzig Tagen und Nächten endet der Regen. Noah tröstet die Seinen über den Anblick endloser Wassermassen mit der Schilderung einer herrlichen künftigen Welt hinweg. Japhet begegnet seinem Vater weiterhin feindselig. Er hat sich Rahel offenbart, die seine Liebe erwidert. Ham, der sich schon lange von Rahel abgewandt hatte, lässt sich mit Goldie ein. Esther erkennt, dass gegen Gefühle nichts auszurichten ist. Um des Glücks in der neuen Welt willen verlangt sie von Noah, die beiden Paare zu verheiraten. Doch Noah weigert sich unter Bezug auf die alten Schriften und fürchtet Gottes Zorn angesichts von Sünde und Blasphemie auf seiner Arche. Da schlägt das Schiff leck. Noah fordert alle auf, in dieser Prüfung auf Gott zu vertrauen und nichts zu unternehmen. Japhet stimmt zum Schein seinem Vater zu. Schließlich aber, angesichts des drohenden Untergangs, gibt Noah klein bei und erlaubt den rettenden Einsatz eines Steuerruders.
Der seines Glaubens beraubte Noah hat sich betrunken und versteckt sich vor allen anderen – einschließlich Esther, obwohl sie schwer erkrankt ist, nachdem sie gegen ihren Mann für die Kinder Partei ergriffen hat. Erst als es Zeit wird, eine Taube nach trockenem Land auszusenden, erscheint Noah wieder an Deck. Esther stirbt in Noahs Armen just in dem Moment, als die Taube mit einem Ölzweig aufs Schiff zurückkehrt. Noah erfüllt Esthers letzten Wunsch und segnet die jungen Paare.
Nach einem Jahr auf der Arche gehen alle von Bord, um auf der nun trockenen Welt ein neues Leben aufzubauen. Noah und Japhet versöhnen sich, doch der Patriarch will nicht bei seinen Söhnen leben: „Die ganze Welt gehört jetzt euch dreien – einem Rumtreiber, einem Geizhals und einem Philosophen. Ich gebe ihr sechs Monate.“ Er bleibt allein zurück, an seinem 601. Geburtstag. Da erscheint ihm abermals Gott. Noah fragt ihn, ob sich womöglich alles wiederholt, wenn die Menschheit sich auch künftig nicht bessert. Gottes wütende Entgegnung beeindruckt ihn nicht, er nötigt ihm einen Handel ab: Wenn die Menschen an Gott glauben sollen, müsse Gott die Menschen am Leben lassen; im Gegenzug sei Gott immerhin die Verantwortung für die Welt los. Gott schweigt zunächst, lässt dann aber einen Regenbogen zum Zeichen seines Einverständnisses leuchten.

## Musiknummern

### I. Akt
- 1. Introduction
- 1a. Revelation
- 1b. Incidental
- 2. Why Me? (Noah)
- 2a. The Scene Continues
- 3. Put Him Away (Ham, Sem, Lea)
- 4. The Gitka’s Song
- 5. Something, Somewhere (Japhet, Ensemble)
- 6. You Have Got to Have a Rudder on the Ark (Noah, Japhet, Sem, Ham)
- 6a. Rudder Change
- 7. Something Doesn’t Happen (Rahel, Esther)
- 8. An Old Man (Esther)
- 9. Reprise: The Gitka’s Song
- 10. Ninety Again! (Noah)
- 11. Hammer Music
- 12. Two by Two (Noah, Ensemble)
- 12a. Encore: Two by Two (Noah, Ensemble)
- 13. I Do Not Know a Day I Did Not Love You (Japhet)
- 13a. End of World—Incidental
- 14. Finale Act I (Noah)

### II. Akt
- 15. Opening Act II
- 16. When It Dries (Noah, Ensemble)
- 17. You (Noah, Esther)
- 18. The Golden Ram (Goldie)
- 19. Poppa Knows Best (Noah, Japhet)
- 20. Reprise: I Do Not Know a Day I Did Not Love You (Rahel, Japhet)
- 21. As Far as I’m Concerned (Sem, Lea)
- 22. Hey, Girlie (Noah)
- 23. Mt. Ararat Change
- 24. Peach Tree—Underscore
- 25. The Covenant (Noah)
- 26. Exit Music

## Hintergrund
Das Musical sowie bereits seine 1954 uraufgeführte Vorlage, das Schauspiel The Flowering Peach von Clifford Odets, sind ein früher komödiantischer Reflex auf die Bibel-Epen im Kino der 1950er und 1960er Jahre. In diesem Zusammenhang ist auch die damalige Besetzung der Hauptrolle mit dem Filmkomiker Danny Kaye zu sehen. Sein Noah muss nicht nur mit der übermenschlichen Aufgabe fertig werden, die Gott ihm gestellt hat. Er sieht sich auch, ganz wie ein moderner Familienvater, den Widerständen und Problemen seiner Sippschaft gegenüber, mit all ihren unterschiedlichen Charaktertypen, welche die Musical-Autoren den biblischen Figuren angedichtet haben. Für Komik sorgen auch dezent eingesetzte Anachronismen (z. B. Noah: „Hier spricht der Kapitän!“) und das Spiel mit der Überlieferung, etwa wenn Noah sich nie erinnern kann, wie seine (in der Genesis nicht mit Namen genannten) Schwiegertöchter heißen. Höhepunkte sind etwa Noahs wundersame, zum Zweck des Schiffsbaus von Gott bewirkte Verjüngung („Wie schön, wieder 90 zu sein!“) oder die Auftritte des Paars Lea und Sem – sie eine unerträgliche Nervensäge, er ein Duckmäuser, der heimlich eine Tonne Briketts aus Tierdung in der Arche versteckt hat, um nach der Sintflut damit Geschäfte zu machen. Aber auch ernste Themen werden im Stück direkt oder indirekt verhandelt wie die menschengemachte Zerstörung der Natur, die globale Bedrohung durch die Atombombe, der Generationenkonflikt oder der theologische Aspekt des strafenden Gottes.
Die Uraufführungsserie von Two by Two am Broadway erlebte 351 offizielle Vorstellungen. Danny Kaye sorgte für Wirbel, indem er, statt dem Text der Autoren treu zu bleiben, sich allabendlich ausgedehnte Extempores erlaubte. Bei der Improvisation eines Tanzes zog er sich einen Bänderriss zu und kam bei den folgenden Aufführungen als 600-jähriger Noah im Rollstuhl und als 90-jähriger mit Krücken auf die Bühne.
Zur ersten Broadwaybesetzung gehörten in den übrigen Rollen Joan Copeland (Esther), Marilyn Cooper (Lea), Harry Goz (Sem), Madeline Kahn (Goldie), Michael Karm (Ham), Tricia O’Neil (Rahel) und Walter Willison (Japhet); sie alle singen auch auf der LP-Originaleinspielung beim Columbia Masterworks (S 30338), wiederveröffentlicht auf CD bei Sony 1992 (SK 30338).